# Charles de Bancalis de Maurel d’Aragon
Charles de Bancalis de Maurel d’Aragon (* 18. November 1945 in Saliès) ist ein ehemaliger französischer Diplomat.

## Leben
Charles de Bancalis de Maurel d’Aragon war der Sohn von Diane d’Albon (* 25. Juni 1921 in Paris) und Charles de Bancalis de Maurel d’Aragon (* 10. November 1911 in Bourges; † 1986). Von 3. Februar 1997 bis 10. September 2002 war er Botschafter in Damaskus. Von 2004 bis 15. Mai 2007 war er Botschafter in Riad.